# World War Live: Battle of the Baltic Sea
World War Live: Battle of the Baltic Sea – pierwszy koncertowy album szwedzkiej grupy muzycznej Sabaton.
Nagrania w Polsce uzyskały status złotej płyty.

## Lista utworów
CD 1
1. The March To War (Intro)
2. Ghost Division
3. Uprising
4. Aces In Exile
5. Cliffs Of Gallipoli
6. White Death
7. Swedish Pagans
8. Wolfpack
9. 40:1
10. The Art Of War
11. Attero Dominatus
12. The Price Of A Mile
13. Primo Victoria
14. Metal Medley
15. Dead Soldiers Waltz (Outro)

CD 2
1. Screaming Eagles
2. Coat Of Arms
3. Into The Fire
4. Talvisota
5. Final Solution
6. Back In Control
7. Panzerkampf
8. 7734
9. Hellrider
10. Panzer Battalion
11. Rise Of Evil
12. 40:1

DVD 1
1. Ghost Division
2. The Art Of War
3. Into The Fire
4. Nuclear Attack
5. Rise Of Evil
6. 40:1
7. Wolfpack
8. Panzer Battalion
9. Price Of A Mile
10. In The Name Of God
11. Union
12. A Light In The Black
13. Primo Victoria
14. Cliffs Of Gallipoli
15. Attero Dominatus
16. Metal Medley (Metal Machine/Metal Crue)

DVD 2
1. Coat Of Arms
2. Uprising
3. Screaming Eagles